# ザムトゲマインデ・ウフテ
ザムトゲマインデ・ウフテ (ドイツ語: Samtgemeinde Uchte) は、ドイツ連邦共和国ニーダーザクセン州ニーンブルク/ヴェーザー郡のザムトゲマインデ（集合自治体）である。これは4つの町村が行政処理効率化のため行政機構を統合したものである。このザムトゲマインデの行政本部はウフテに置かれている。

## 地理

### ザムトゲマインデの構成
- ディーペナウ（フレッケン）
- ラッデストルフ
- ウフテ（フレッケン）
- ヴァルムゼン

フレッケンとは、市場開催権など一定の自治権が古くから認められていた町村を示す。

## 行政

### 議会
ザムトゲマインデ・ウフテの議会は32議席からなる。

## 引用
1. ↑  Landesamt für Statistik Niedersachsen, LSN-Online Regionaldatenbank, Tabelle A100001G: Fortschreibung des Bevölkerungsstandes, Stand 31. Dezember 2023